# Policresulen
Policresulen ist ein antiseptisch wirkender Arzneistoff. Es ist ein Polykondensationsprodukt, das aus methylenüberbrückten m-Kresol-Sulfonsäuren unterschiedlicher Kettenlänge besteht.

## Wirkungsweise
Die Wirksamkeit von Policresulen beruht auf drei teilweise synergetischen Wirkmechanismen:
- Antimikrobielle Wirkung auf Bakterien, Pilze und Protozoen durch die hohe Azidität (Säurecharakter) und Denaturierung.
- Denaturierung bei abgestorbenem und krankhaft verändertem Gewebe.

Durch eine spezifische Koagulation von pathologisch veränderten oder nekrotischen Geweben wird eine Denaturierung erreicht. Durch die Koagulation und Eliminierung abgestorbener Gewebeteile werden Wundheilungsvorgänge angeregt und die Reepithelisierung gefördert. Gesundes Gewebe wird kaum angegriffen. Im Detail führt der Kontakt zu nekrotischen Geweben zu einer Aufquellung von Plasma und Kern und anschließender Schrumpfung der Zelle.
- Hämostypische Wirksamkeit durch Koagulation von Bluteiweiß und starke Gefäßkonstriktion.

## Pharmakokinetik
Policresulen wird ausschließlich lokal angewandt. Pharmakokinetische Daten wurden nicht ermittelt. Daher ist über die Resorption von Policresulen nichts bekannt.

## Anwendungsgebiete
Aufgrund seiner vielfältigen Wirkeffekte ergeben sich ähnlich vielfältige Anwendungsmöglichkeiten.

### Zahnmedizin
- Örtliche Behandlung von ulzerösen Entzündungen der Mundschleimhaut und des Zahnfleisches (z. B. Bläschen, Aphthen, …)

### Hals-, Nasen- und Ohrenheilkunde
- Blutstillung nach Operationen (z. B. Mandeloperation) und bei Nasenbluten.

### Chirurgie und Hautheilkunde
- Zur beschleunigten Abstoßung abgestorbenen Gewebes nach Verbrennungen, Reinigung und Anregung der Heilung (z. B. nach kleinflächigen Verbrennungen, Ulcus cruris venosum, Dekubitus, bei chronisch entzündlichen Prozessen und bei Feigwarzen u. ä.)
- Blutstillung bei Sickerblutung und Behandlung von entzündlichen, blutenden Prozessen (z. B. Hämorrhoiden); auch in Kombination mit dem Lokalanästhetikum Cinchocain.

### Frauenheilkunde
- Lokale Behandlung von Gebärmutterhalsentzündungen und Entzündungen der Scheide bzw. Infektionen und Gewebsdefekten sowie von Feigwarzen u. ä.
- Lokale Behandlung von Portioektopie
- Blutstillung nach Biopsie und Entfernung von Gebärmutterpolypen.
- Chlamydieninfektion des unteren Urogenitaltraktes
- Kandidose (Pilzinfektion) der Vulva und der Vagina
- Trichomoniasis urogenitalis

### Veterinärmedizin
- Desinfizienz und Adstringens für Pferd, Rind, Schaf, Ziege und Hund.

## Darreichungsformen
Policresulen gibt es in flüssiger Form (Lösung), als Vaginalzäpfchen, sowie als Gel für die Veterinärmedizin.

## Handelsnamen
MonopräparateAlbothyl (D), Negatol (CH, nicht mehr zugelassen), Lotagen ad us. vet. (D)
Kombinationspräparatemit Cinchocain: Faktu (CH)